# Trichomyia ransangi
Trichomyia ransangi är en tvåvingeart som beskrevs av Quate 1965. Trichomyia ransangi ingår i släktet Trichomyia och familjen fjärilsmyggor.
Artens utbredningsområde är Filippinerna. Inga underarter finns listade i Catalogue of Life.